# Мечеть Кушчу Догана
Мече́ть Кушчу́ Дога́на (тур. Kuşçu Doğan Camii) — мечеть у центрі провінції Едірне, збудована на початку XV століття Кушчу Доганом, який був агою яничарів за часів правління Мурада II та Султана Мехмеда Завойовника.
Мечеть, що має квадратний план та один купол, розташована у невеликому саду. Купол мечеті діаметром 8,46 метра спирається на восьмигранний барабан. На кожній зі східної, західної та південної стін мечеті розташовано по чотири вікна. На цвинтарі при мечеті є багато надгробків.